# Шувалдина, Анастасия Александровна
Анастасия Александровна Шувалдина (2 января 1915 год, село Колганово, Нижегородская губерния, Российская империя — 30 апреля 2006 года, Ильичёво, Выборгский район, Ленинградская область, Россия) — колхозница, звеньевая колхоза «Прогресс», Герой Социалистического Труда (1949).

## Биография
Родилась 2 января 1915 года в крестьянской семье в селе Колганово Нижегородской губернии (сегодня — Чкаловский район Нижегородской области). В 1930 году вступила в колхоз имени Карла Маркса (позднее был переименован в колхоз «Прогресс»). Первоначально работала рядовой колхозницей. В 1945 году была назначена звеньевой льноводческого звена.
В 1948 году льноводческое звено под руководством Анастасии Шувалдиной собрало с участка площадью 2,6 гектаров 10 центнеров волокна льна и 5,% центнеров семян льна. За этот доблестный труд она была удостоена в 1949 году звания Герой Социалистического Труда.
Участвовала во всесоюзной выставке ВДНХ.
Вышла на пенсию в 1970 году и переехала в посёлок Ильичёво Ленинградской области. Скончалась 30 апреля 2006 года и была похоронена на кладбище посёлка Ильичёво.

## Награды
- Герой Социалистического Труда — указом Президиума Верховного Совета СССР от 9 апреля 1949 года;
- Орден Ленина (1949);
- Малая золотая медаль ВДНХ;
- Орден Трудового Красного Знамени.